# Conte di Yarborough
Conte di Yarborough è un titolo nobiliare inglese nella Parìa del Regno Unito.

## Storia
Il titolo venne creato nel 1837 per Charles Anderson-Pelham, II barone Yarborough. La famiglia Anderson-Pelham discende da Francis Anderson di Manby, nel Lincolnshire, il quale sposò Mary, figlia di Charles Pelham di Brocklesby, nel Lincolnshire. Il loro nipote Charles Anderson assunse anche il cognome di Pelham e fu eletto al parlamento in rappresentanza delle costituenti di Beverley e del Lincolnshire. Nel 1794 venne creato Barone Yarborough, di Yarborough nella contea di Lincoln, nella Parìa di Gran Bretagna.
Venne succeduto da suo figlio, il II barone, il quale sedette in parlamento per le costituenti di Great Grimsby e per il Lincolnshire, sposando Henrietta Anne Maria Charlotte Bridgeman (m. 1813), figlia di John Simpson e di Henrietta Francis, figlia a sua volta di sir Thomas Worsley, VI baronetto, di Appuldurcombe (titolo estinto nel 1825; vedi Baronetto Worsley). Con questo matrimonio Appuldurcombe House sull'Isola di Wight, che precedentemente era appartenuta alla famiglia Worsley, passò alla famiglia Anderson-Pelham  (venne ad ogni modo venduta già nel 1855). Nel 1837 Yarborough venne creato Barone Worsley, di Appuldurcombe sull'Isola di Wight, e Conte di Yarborough, nella Parìa del Regno Unito. Venne succeduto da suo figlio, il II conte, il quale rappresentò la costituente di Newport sull'Isola di Wight, il Lincolnshire ed il North Lincolnshire al parlamento e prestò servizio come Lord Luogotenente del Lincolnshire. Lord Yarborough è inoltre ricordato per aver dato il nome al termine inglese "Yarborough hand" relativamente alla struttura di un ponte. Suo figlio, il III conte, fu membro del parlamento per la costituente di Great Grimsby.
Alla morte improvvisa di quest'ultimo, i titoli passarono a suo figlio, il IV conte, il quale ebbe incarichi governativi sotto il governo di Lord Salisbury dove fu Captain of the Honourable Corps of Gentlemen-at-Arms dal 1890 al 1892 e Lord Luogotenente del Lincolnshire. Nel 1905 assunse per licenza reale il cognome e le armi della sola famiglia Pelham. Sposò Marcia Lane-Fox, figlia di Sackville George Lane-Fox, XV barone Darcy de Knayth e XII barone Conyers. Le baronie di Darcy de Knayth e Conyers vennero abbandonate in pretesa dopo la morte di quest'ultimo nel 1888. Ad ogni modo, nel 1892 la baronia di Conyers venne richiamata in favore di Marcia, che divenne pertanto XIII baronessa Conyers. Nel 1903 l'antica baronia di Fauconberg, che era stata abbandonata nel 1463, venne richiamata in suo favore e pertanto ella divenne anche VII baronessa Fauconberg.
Sia Lord che Lady Yarborough vennero succeduti nei loro titoli dal loro figlio secondogenito, primo tra i sopravvissuti, il V conte. Questi non ebbe figli ed alla sua morte nel 1948 le baronie di Conyers e Fauconberg caddero in abbandono tra le su figlie lady Diana Mary e lady June Wendy. Venne succeduto negli altri titoli dal fratello minore, il VI conte. Attualmente i titoli sono detenuti dal nipote di quest'ultimo, l'VIII conte, succeduto al padre nel 1991.
La sede della famiglia è Brocklesby House, presso Immingham, nel Lincolnshire.

## Baroni Yarborough (1794)
- Charles Anderson-Pelham, I barone Yarborough (1749–1823)
- Charles Anderson-Pelham, II barone Yarborough (1781–1846) (creato Conte di Yarborough nel 1837)

## Conti di Yarborough (1837)
- Charles Anderson-Pelham, I conte di Yarborough (1781–1846)
- Charles Anderson Worsley Anderson-Pelham, II conte di Yarborough (1809–1862)
- Charles Anderson-Pelham, III conte di Yarborough (1835–1875)
- Charles Alfred Worsley Pelham, IV conte di Yarborough (1859–1936)
- Sackville Pelham, V conte di Yarborough (1888–1948)
- Marcus Pelham, VI conte di Yarborough (1893–1966)
- John Pelham, VII conte di Yarborough (1920–1991)
- Charles Pelham, VIII conte di Yarborough (n. 1963)

L'erede apparente è il figlio dell'attuale detentore del titolo, George John Sackville Pelham, lord Worsley (n. 1990).